# 鷲羽山ハイランド
鷲羽山ハイランド（わしゅうざんハイランド）は、岡山県倉敷市下津井吹上にある遊園地。以前のキャッチコピーは「瀬戸大橋の見える遊園地」。現在は「ブラジリアンパーク・鷲羽山ハイランド」。

## 概要
もともとはドライブインであった。1970年に鷲羽山スカイライン（現岡山県道393号鷲羽山公園線）が開業したことにより遊園地として1971年8月13日開業。その後ボウリング場が設置され、1973年にジェットコースターや観覧車、展望タワーなどが設置された。1986年に敷地を広げ、つくば万博より移設したスタンディングコースターなど4つのジェットコースターをはじめ各種絶叫マシンも備えた遊園地としてリニューアル。1987年より、ブラジルサンバショーが始まる。ブラジルメンバーは徐々に名物として定着していき、2006年よりブラジリアンパークとしてリニューアルするに到る。これは創業者である永山久がブラジルで見たサンバショーに感銘を受け、そのまま約30名で構成される現地のプロサンバチームを日本に連れて帰ったことに由来する。サンバショーが始まった当初は、平均年齢20歳の18人の女性ダンサーと6名の男性バンドチームという24名の大所帯であった。
正式名称は「ブラジリアンパーク 鷲羽山ハイランド」だが、通常は「鷲羽山ハイランド」と称されることが殆どである。「ブラジリアン」という名の通りブラジルサンバショーが朝昼夜問わずに行われている。2024年現在、8名のダンサーが常駐している。
入園券は、フリー券扱いになっており、年中無休で土・日・祝日はナイター割引もある。園内は見晴らしがよく、瀬戸内海および瀬戸大橋が眺望できる。数々の絶叫マシンと観覧車、バンジージャンプ、お化け屋敷、プール、アイススケートがあり、ホテルも隣接している泊まりがけ可能なレジャー施設となっている。
また、この遊園地にある「バックナンジャー」という後ろ向きに走るジェットコースターで、2001年に2人の人物が1050回、時間にして35時間30分もの間ジェットコースターに乗り続けるという記録を達成し、ギネスブックに掲載された。
園内にあるスカイサイクル（自転車型のライドに乗り、搭乗者が自力で漕いでレール上を進むアトラクション）は、地上16m（4階建てビルの高さに相当）の上空で自転車漕ぎを体験できることもあり、「世界一のスリルと展望」が楽しめると評されている。「世界一怖いアトラクション」と評されることもある。
岡山県民の間では、よく遊びに行くテーマパークの一つとして挙げられる。京阪神や中国四国地方からの遠足・修学旅行も多く、チボリ公園閉園後の岡山のランドマークとしての役割を担っている。
2014年4月より、吉本興業のお笑い芸人であるデニスがアミーゴ大使に就任。

## アトラクション
- ジェットコースター
  - バックナンジャー/スタンディングコースター - バックナンジャーは後ろ向き、スタンディングコースターは立った状態で乗車し、時間帯を分け同じコースで走行する。1985年に開催された国際科学技術博覧会に存在したコースター「スタージェット」を移設し導入、その後1998年に「バックナンジャー」車両を追加導入[5]。スタンディングコースターと「バックナンジャー」は同じ乗り場で、時間帯によって分けて運転している。
  - ウルトラツイスター
  - チューピーコースター
- ターボドロップ - 1998年導入、全高約60m、定員12名[5]。
- バンジージャンプ
- スカイサイクル
  - ヨコスカナンジャー（2024年7月13日登場）

スカイサイクルのコースを横向きに進む。
- 大観覧車レインボーワープ
  - スケトンジャー（2021年5月1日登場）

大観覧車に4機搭載された透明のゴンドラ。
- - キョウテンジャー（2025年3月22日登場）

大観覧車に8機搭載されたむき出しのゴンドラ。
- スリラーハウス キャバンクエスト
- ジャンゴー
- ふれあい動物
- スカイビュー(現在運行休止)

## 施設

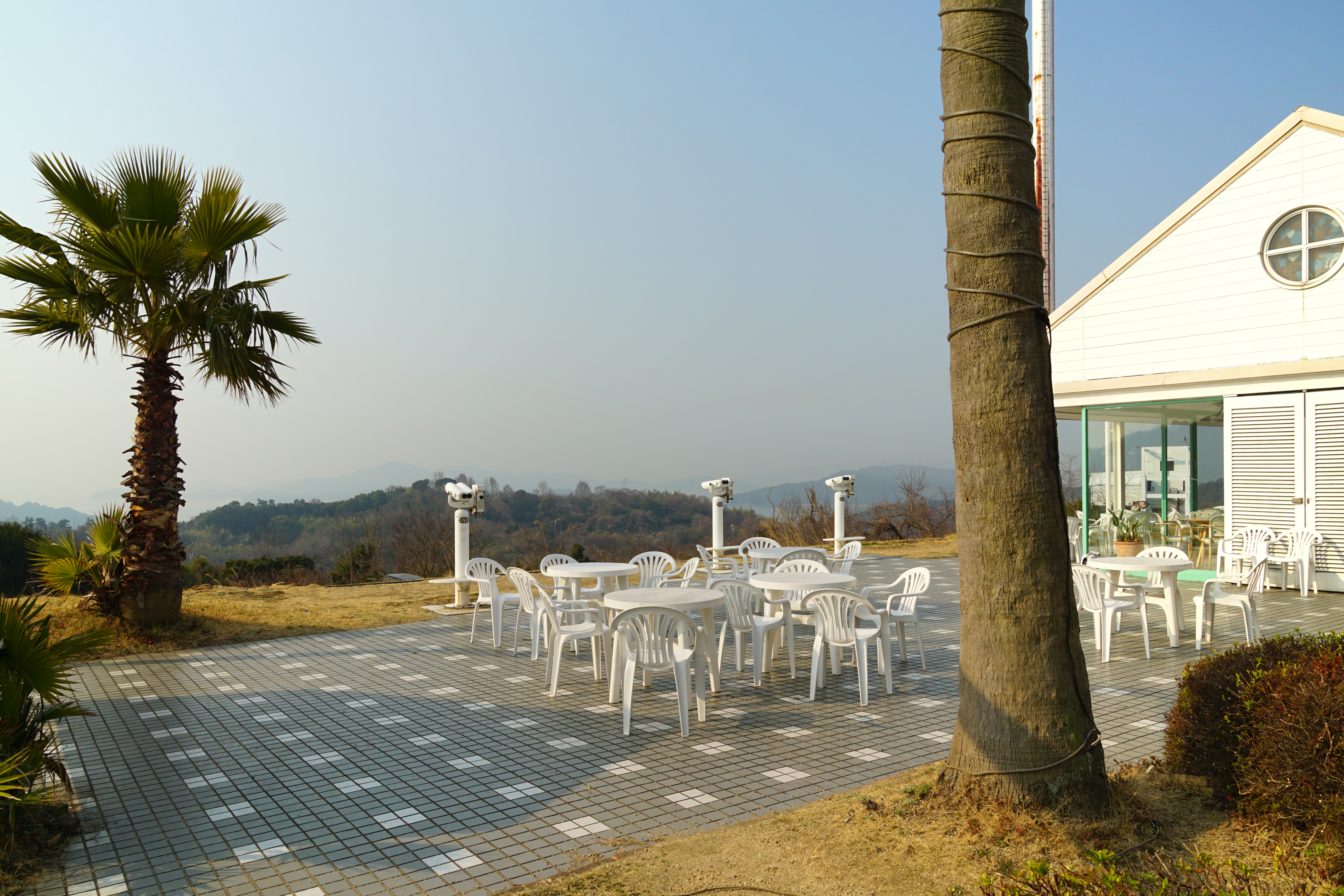
下津井瀬戸大橋を望めるレストラン「グーニーズ」

- レストラン・カフェ 4カ所
- ショップ 2カ所
- ゲームコーナー 2カ所
- ボウリング場「ハイランドボウル」

## 事故
【事故の概要】
発生日時：平成２９年８月１２日（土）１３時３０分ごろ
○発生場所：ウルトラツイスター
○概要：コースターの身体保持装置であるハーネスが走路終盤の螺旋部で根元付近から破断したことにより、乗客の上半身が座席からはみ出して側面のレールに接触し負傷した。
【事故の概要】
発生日時：令和元年５月１２日（日） １４時ごろ
○ 発生場所：スタンディングコースター
○概要：コースターの身体保持装置であるハーネスと安全バーが走路序盤の下り勾配部で客席の支柱と締結していた部分（ナックルとシリンダーロッド）が外れたことにより、地面に落下した。  

## 登場する作品
- ウルトラマンA（第15話「夏の怪奇シリーズ 黒い蟹の呪い」に登場）
- 瀬戸はよいとこ花嫁観光船（1976年、松竹映画。監督：瀬川昌治。出演：フランキー堺、山城新伍、春川ますみ、夏夕介、村地弘美ほか）
- 西部警察 PART-III
- 秘密のケンミンSHOW（県の中心で愛を叫ぶ 岡山県篇に登場）
- モヤモヤさまぁ〜ず2（第235回倉敷・児島編にブラジルサンバチームが登場。謎のブラジル人と話題になる）
- ショウくんのペラ1（第3回にモヤモヤさまぁ～ずに登場したブラジルサンバチームが登場）
- すずめの戸締まり(2022年公開)

鈴芽が神戸の遊園地に後ろ戸を閉じに走っていた道が、鷲羽山ハイランドに向かう道であるが、遊園地のモデルは架空のものである。また、鷲羽山ハイランドが廃墟扱いされていることに、担当者は困惑しているという。